# NGC 3138
NGC 3138 est une galaxie spirale située dans la constellation de l'Hydre. NGC 3138 a été découverte par l'astronome américain Francis Leavenworth en 1886.

## Caractéristiques
Sa vitesse par rapport au fond diffus cosmologique est de 8 175 ± 27 km/s, ce qui correspond à une distance de Hubble de 120,6 ± 8,5 Mpc (∼393 millions d'al).
La classe de luminosité de NGC 3138 est II-III.
En raison d'une brillance de surface égale à 14,00 mag/am2, on peut qualifier NGC 3138 de galaxie à faible brillance de surface (LSB en anglais pour low surface brightness). Les galaxies LSB sont des galaxies diffuses (D) avec une brillance de surface inférieure de moins d'une magnitude à celle du ciel nocturne ambiant.
À ce jour, neuf mesures non basées sur le décalage vers le rouge (redshift) donnent une distance de 114,244 ± 21,381 Mpc (∼373 millions d'al), ce qui est à l'intérieur des valeurs de la distance de Hubble.